# منطقه کاریموئی-نومانه
منطقه کاریموئی-نومانه یکی از منطقه های استان چیمبو واقع در کشور پاپوآ گینه نو می باشد. مرکز این منطقه کاریموئی است. این منطقه خود از ۳ فرمانداری محلی تشکیل می گردد که هر فرمانداری به منظور سهولت در امر آمارگیری خود به چند بخش تقسیم می شود. طبق سرشماری سال ۲۰۰۰ میلادی این منطقه ۳۵٬۸۷۴ نفر جمعیت داشته است.

## تقسیمات
این منطقه دارای ۳ فرمانداری محلی است که هر ۳ فرمانداری محلی روستایی می باشند و اسامی آنها به شرح زیر است:
- فرمانداری محلی روستایی کاریموئی
- فرمانداری محلی روستایی نومانه
- فرمانداری محلی روستایی سالت